# MediaLib
mediaLib（指 "多媒体函数库"）是一个用于加速多媒体应用程序的可移植的底层函数库。它具备C语言接口，其最新版本为2.5。 它最初由Sun开发，之后作为OpenSolaris项目的一部分在CDDL许可证下开源。
mediaLib 用C及编译器原语写成，可以利用多种处理器上带有的SIMD多媒体指令集来获得显著的性能提升。虽然最初它只能利用SPARC处理器上的VIS指令集，但是后来又加入了对Intel／AMD处理器上的MMX／SSE／SSE2等指令集的支持。
mediaLib 用C及编译器原语写就，理论上一个系统只要有支持C和编译器原语的编译器，就可以编译并且使用它。如果缺乏编译器原语的支持，也可以编译使用mediaLib的纯C语言版本，但是这样的话将无法获得SIMD多媒体指令集所能带来的性能提升。
mediaLib目前包含在Solaris操作系统中。
mediaLib 2.5 包含近4000个文件和240万行C源代码，有针对不同领域应用的函数3000余个：
- 线性代数
- 矩阵运算
- 图像处理
- 图形处理
- 信号处理
- 视频
- 音频
- 语音
- 三维渲染

调用了mediaLib的开放源代码应用程序有Java，JDS for Solaris, mplayer，ffmpeg，and ogle。
mediaLib 有针对多个平台的不同版本，但是这些版本都共享同一套API，所以使用者可在多个平台间自由迁移，而无需修改源代码中对mediaLib的调用：
- C语言版本：以纯粹的ANSI C写就，并带有常见代码优化
- VIS/VIS2/VIS3版本：以SPARC芯片的VIS/VIS2/VIS3多媒体扩展指令集进行优化
- MMX/SSE/SSE2版本：以Intel/AMD芯片的MMX/SSE/SSE2多媒体扩展指令集进行优化
- 整数版本：针对无浮点运算能力或浮点性能较弱的芯片进行优化，这样的芯片如UltraSPARC T1和一些定点嵌入式处理器
- 多线程版本：是在mediaLib之上以OpenMP对mediaLib函数进行的一个包装，旨在为多媒体应用程序提供灵活的多线程扩展能力